# Віялохвістка новозеландська
Віялохвістка новозеландська (Rhipidura fuliginosa) — вид горобцеподібних птахів родини віялохвісткових (Rhipiduridae).

## Поширення
Ендемік Нової Зеландії. Мешкає у різноманітних лісах та чагарниках.

## Спосіб життя
Птах живе поодиноко або парами. Живиться комахами, зрідка дрібними ягодами. Розмножується між січнем і серпнем. За сезон буває до 5 виводків. У кладці 2-5 яєць. Інкубація триває 14 днів. Обидва батьки піклуються про вигодовування пташенят, молодняк повністю оперяється приблизно через 14 днів.

## Підвиди
Включає чотири підвиди:
- Rhipidura fuliginosa placabilis Bangs, 1921 — Північний острів та прилеглі острови.
- Rhipidura fuliginosa fuliginosa (Sparrman, 1787) — Південний острів, острів Стюарт та прилеглі острови.
- Rhipidura fuliginosa penita Bangs, 1911 — острови Чатем.
- †Rhipidura fuliginosa cervina Ramsay, 1879 — Лорд-Гав.